# Право подачи судебных исков в древних Афинах, их роды и виды
Жизнь афинского народа основывалась на спорах и всякого рода тяжбах, которые подрывали их репутацию, что являлось для них большим недостатком. С раннего времени в Аттике функционировали различного рода судилища, которые не выделялись своей работоспособностью и деятельностью, но в связи с развитием общества и их культуры, проявлением активной практики, судоустройство и судопроизводство получало свое развитие.
В период своего могущества Афины являлись обширным местом судебной деятельности и даже были местом суда для союзников.

## Право подачи судебных исков
Заводить какое-либо судебное дело или быть истцом (от своего имени или от имени лиц, которые на это не имели права) имел право только совершеннолетний и не лишенный прав афинский гражданин.
За раба подавал иск его господин.
За метека (свободный человек – иностранец, не имеющий гражданства) подавал иск его простат (гражданин, которого метеки выбирали в качестве своего господина; посредник между государством и самим метеком).
За женщину и за несовершеннолетнего человека иск подавал муж, отец или опекун.
Ответчиками же могли быть любые лица (женщины и мужчины всех званий и классов).

## Роды судебных исков и их различие
Виды обвинения и порядок судопроизводства отличались друг от друга, все это зависело от рода дел. Все судебные дела различались по своему виду процесса и разделялись на два рода:
```
  
1. Графэ (письменное обвинение; жалоба в уголовных делах)
;
```

```
  
2. Дикэ (гражданский иск (тяжба))
.
```

Различия между графэ и дикэ:
1. Графэ – особого рода процесс, в котором было затронуто государство либо отдельный его член, пострадавший от нарушения государственных законов. Первоначально графэ письменно выносилось на всеобщее обозрение, иллюстрирующее то, что определенный человек подает иск (начинает процесс). Поэтому изначально графэ записывалось, и давалась на публикацию, но в дальнейшем стали записываться и частные процессы, которые не подвергались публикации. Дикэ – особого рода процесс, который возникал вследствие посягательства на чьи-либо права (нарушение личных интересов);
2. Начинать графэ мог только полноправный гражданин Афин. При этом дело могло не затрагивать его личных интересов. Дикэ мог инициировать только тот человек, интересы которого были нарушены или его кириос (господин; тот, кто выступал в качестве защитника человека, у которого отсутствовало гражданство) или простат;
3. В графэ обвинитель не получал никакой имущественной выгоды, так как дело относилось не к защите интересов лица, а к защите государства, которое и получало взыскиваемый штраф в случае, если обвиненный был к нему приговорен. При этом были и некоторые виды государственных процессов (фасис и апографа), в которых обвинитель получал материальные блага (вознаграждение). Дикэ имело прямую связь с имущественной выгодой для истца, так как при удовлетворении его требований, он получал предмет, по поводу которого возникал конфликт либо получал взыскиваемый штраф;
4. По графэ обвинитель подвергался штрафу в 1000 драхм, только при условии, что при рассмотрении данного дела на его стороне оказывалось менее пятой части голосов судей. Но, если гражданин троекратно подавал свои обвинения и они оказывались неудачными, то он утрачивал право инициировать графэ. Такой гражданин становился атимием (человек, который полно или частично лишался гражданских прав). В дикэ истец, который не получил в свою сторону пятой части голосов судей, платил ответчику эпобелию (денежный штраф в размере шестой части спорного предмета или некой суммы (по оболу с драхмы));
5. Гражданин, инициировавший графэ, не мог отозвать иск и тем самым, прекратить производство по делу, а должен был довести его до конца, под опасением штрафа в 1000 драхм. Гражданин, инициировавший дикэ, не дожидаясь решения суда по делу, мог без опасения и ответственности отозвать иск и тем самым, прекратить производство по делу;
6. При инициации графэ, отсутствовала обязанность уплаты государственной (судебной) пошлины. При инициировании дике, истец обязан был внести судебную пошлину (парастасис).

## Виды судебных исков
В афинском судопроизводстве были следующие виды процесса, которые отличались от других по способу начинания дела:
1. Графэ параномон – жалоба на противозаконие (обвинение в противозаконии). С такой жалобой имел право выступить любой гражданин, против того, кто, по его мнению, предлагал или уже произвел противозаконное (вступающее в конфликт с демократическим строем и интересами государства) решение или закон.
Также графэ параномон была способом блокирования нежелательного закона (псефизмы – постановления).
2. Исангелия – особый вид обвинения, применявшийся при чрезвычайных преступлениях (особо тяжких или опасных для всего общества и государства).
3. Пробола – публичное ходатайство, предоставляемое до судебного разбирательства на рассмотрение народного собрания.
4. Фасис – донос частного лица о нарушении финансовых интересов государства (например, неуплата податей, пошлин; злоупотребления в торговых промыслах; недобросовестная опека). Если суд признавал иск данного вида справедливым и честным, то истец получал вознаграждение в виде половины от конфискованного имущества обвиняемого или штрафа, который на него накладывали.
5. Апографа – это жалоба на частное лицо, которое незаконно и не справедливо владеет чужим имуществом, принадлежащим государству. Такая жалоба получила свое название вследствие того, что при ее подаче обвиняемому давалась опись имущества, которое впоследствии изымалось в пользу государства. Если иск, который подавал гражданин, оказывался справедливым, то истец получал вознаграждение от конфискуемого имущества.
6. Апагогэ – отведение к соответствующему начальству преступника, которого застали, взяли на месте преступления. Такая форма процесса имела место при преступлениях, которые были направлены против жизни или имущества (например, убийство, воровство, грабеж, похищение людей).
7. Эфегесис – это приглашение начальства на то место, в котором находился преступник, с целью его ареста. Такой форме правосудия в основном подвергались те, кто укрывал изгнанников, которые самовольно вернулись на территорию Афин. Кроме того, такая форма процесса действовала и на похитителей государственного имущества (например, документов).
8. Эндексия – вид жалобы в письменной форме (донесение) на человека, который совершил что-либо запрещенное (например, на государственного должника, который не по праву занимает ту или иную общественную должность; на человека, который лишен прав появляться в тех местах, куда ему вход воспрещен (церковь, храм)). Кроме того, можно было подавать данную жалобу и на председателя народного собрания (экклесия), который незаконно противился голосованию, а также на того, кто распространял клевету и занимался изменами. Данную жалобу приносили фесмофетам, поскольку ее рассмотрение относилось к их компетенции.
9. Жалоба (донесение) на сикофантов (лица, получающие материальные выгоды из-за сотрудничества с государством). Сикофанство породило целый класс доносчиков (сикофантов), которые злоупотребляли своим правом гражданина помогать и способствовать на благо государственного и частного имущества. 